# Советский (Тотемский район)
Советский — посёлок в Тотемском районе Вологодской области.
Входит в состав Пятовского сельского поселения, с точки зрения административно-территориального деления — в Пятовский сельсовет.
Расположен на левом берегу реки Сухона. Расстояние по автодороге до районного центра Тотьмы — 7 км, до центра муниципального образования деревни Пятовская — 8 км. Ближайшие населённые пункты — Внуково, Дедов Остров, Задняя, Глубокое, Выдрино. 
По переписи 2002 года население составляло 1447 человек. Преобладающая национальность — русские (99 %). 
В посёлке начиналась Пятовская узкоколейная железная дорога.

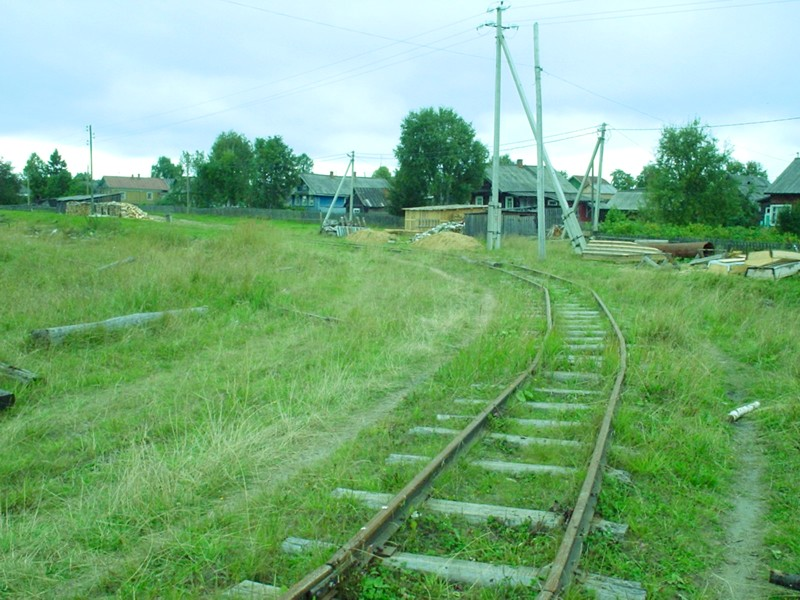
Посёлок Советский
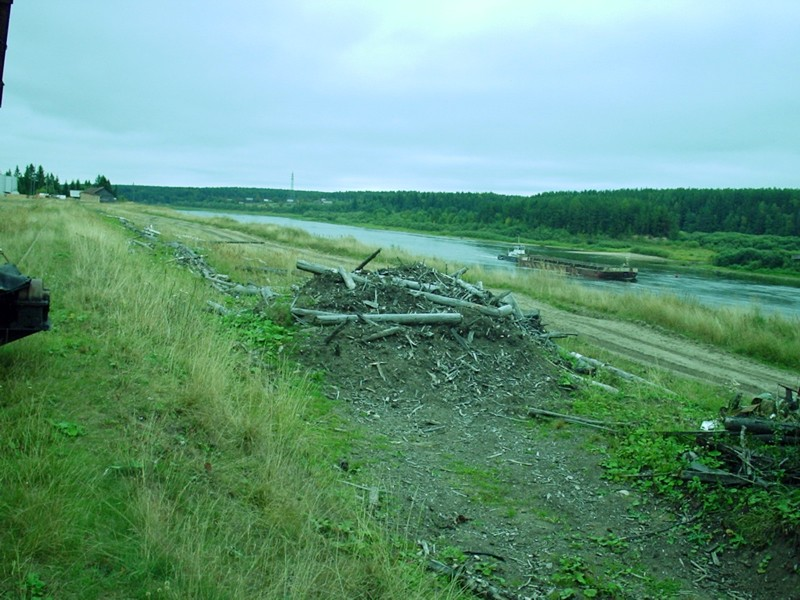
река Сухона